# Buturlinói járás

A Buturlinói járás a Nyizsnyij Novgorod-i területen

A Buturlinói járás (oroszul Бутурлинский район) Oroszország egyik járása a Nyizsnyij Novgorod-i területen. Székhelye Buturlino.

## Népesség
- 1989-ben 16 792 lakosa volt.
- 2002-ben 16 723 lakosa volt.
- 2010-ben 14 471 lakosa volt, melynek 94,3%-a orosz, 2,5%-a csuvas.

| Lakosok száma | 50 139 | 21 366 | 16 792 | 15 709 | 14 471 | 14 283 | 14 036 | 13 614 | 13 387 | 13 237 |
|               | 1939   | 1970   | 1989   | 2008   | 2010   | 2012   | 2014   | 2017   | 2019   | 2021   |